# Сен-Пер-сюр-Мер
Сен-Пер-сюр-Мер (фр. Saint-Pair-sur-Mer) — коммуна на северо-западе Франции, находится в регионе Нормандия, департамент Манш, округ Авранш, кантон Гранвиль. Расположена в 57 км к юго-западу от Сен-Ло, на побережье Ла-Манша.
Население (2018) — 4 053 человека. 

## История
История Сен-Пера связана с пребыванием в этих местах в V-VI веках пятерых святых, из которых наиболее известны Святой Пер, иначе Патерн Авраншский, в честь которого названо поселение, и Святой Год, будущий епископ Эврё. Святой Пер построил скит в местном лесу, занимался просвещением местных жителей; ему приписывают многие чудеса. Впоследствии он стал епископом Авранша, а после смерти был захоронен в Сен-Пере. Со Святым Годом связывают появление источника чистой воды. На месте его захоронения была построена часовня, к которой на протяжении приходили паломники. Герб Сен-Пер-сюр-Мера отражает эти истории ― на нем изображены пять колец в честь пяти местных святых.
С 40-х годов XIX века жизнь небольшого приморского поселения изменилась в связи с появлением моды на морские купания. Были построены многочисленные виллы, отели, казино (закрытов 1909 году), другие объекты курортной инфраструктуры. 

## Достопримечательности
- Церковь Святого Пера XV века на месте средневековой церкви, разрушенной норманнами
- Часовня на месте захоронения Святого Года

## Экономика
Структура занятости населения:
- сельское хозяйство — 1,3 %
- промышленность — 17,7 %
- строительство — 13,1 %
- торговля, транспорт и сфера услуг — 47,1 %
- государственные и муниципальные службы — 20,8 %

Уровень безработицы (2018) — 12,1 % (Франция в целом —  13,4 %, департамент Манш — 10,4 %). 

Среднегодовой доход на 1 человека, евро (2018) — 24 710 (Франция в целом — 21 730, департамент Манш — 20 980).

## Демография
Динамика численности населения, чел.

## Администрация
Пост мэра Сен-Пер-сюр-Мера с 2020 года занимает Аннаиг Ле Жоссик (Annaïg Le Jossic). На муниципальных выборах 2020 года возглавляемый ею центристский список победил в 1-м туре, получив 55,49 % голосов.
| Период | Период | Фамилия          | Партия                            | Примечания                                      |
| ------ | ------ | ---------------- | --------------------------------- | ----------------------------------------------- |
| 1977   | 1989   | Мишель Фрабуле   |                                   |                                                 |
| 1989   | 2008   | Жак Оливье       |                                   | преподаватель                                   |
| 2008   | 2014   | Альбер Нури      |                                   | директор колледжа                               |
| 2014   | 2017   | Бертран Сорр     | Разные правые Вперёд, Республика! | учитель, депутат Национального собрания Франции |
| 2017   | 2020   | Ги Лекруазе      | Разные правые                     | пенсионер                                       |
| 2020   |        | Аннаиг Ле Жоссик |                                   |                                                 |

## Города-побратимы
- Уффализ, Бельгия

## Галерея

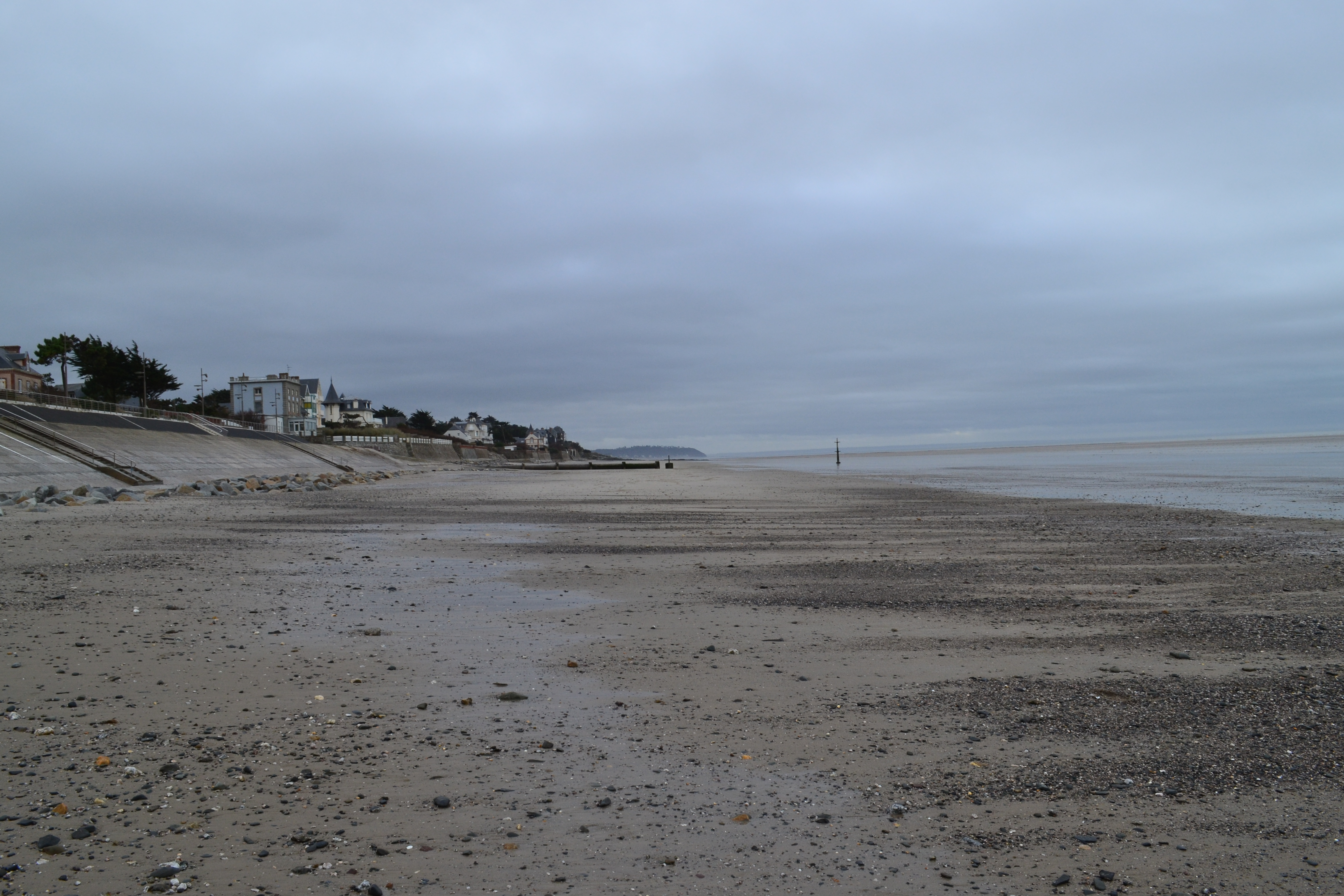
Пляж Сен-Пер-сюр-Мера
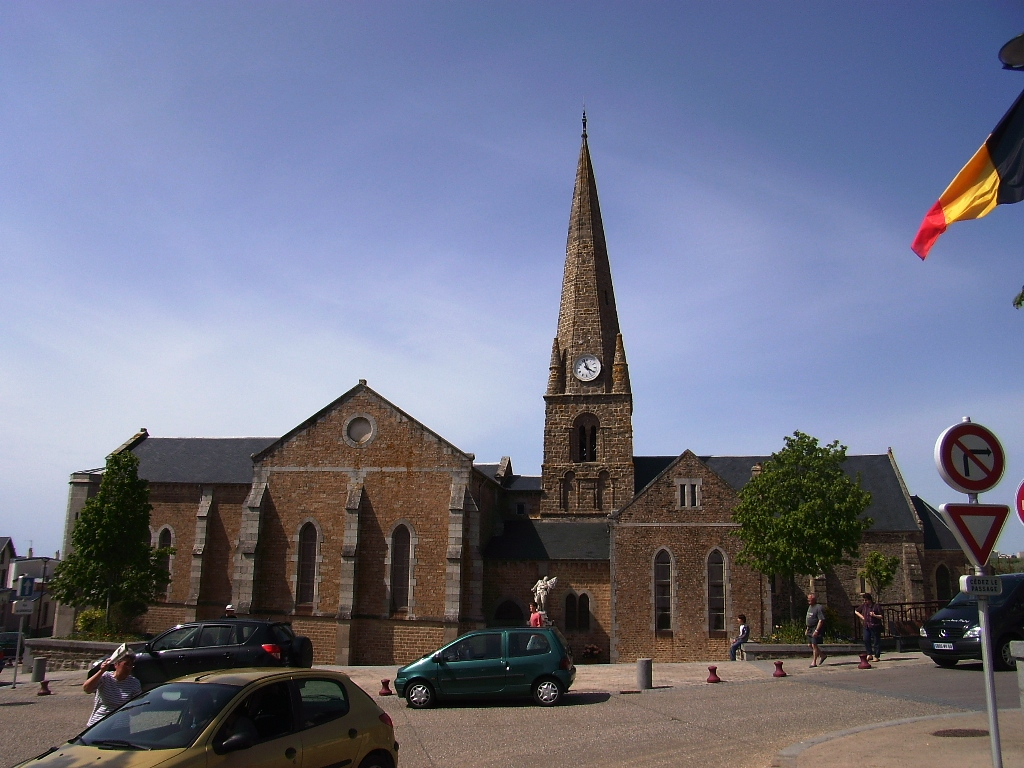
Церковь Святого Пера
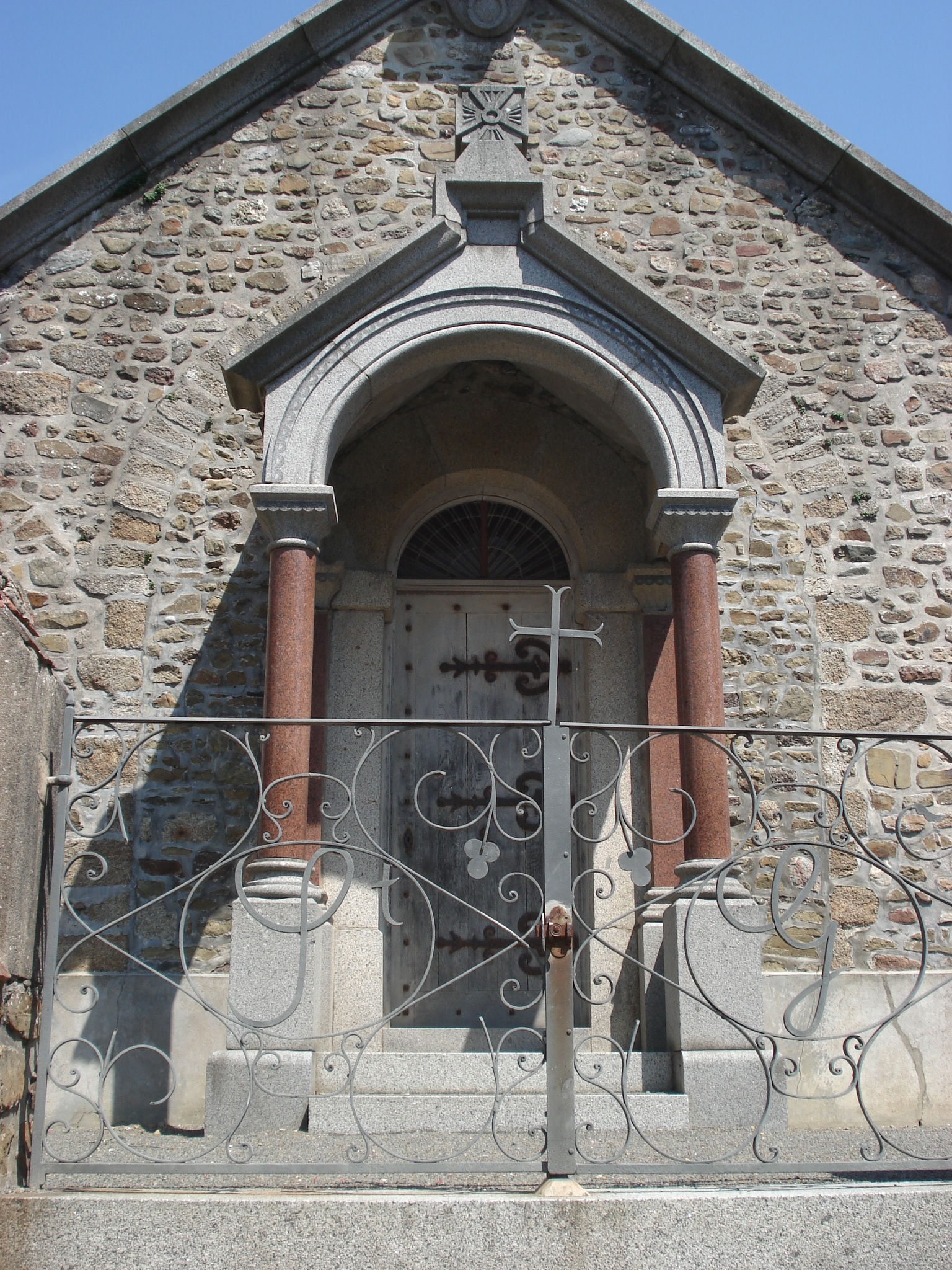
Часовня Святого Года
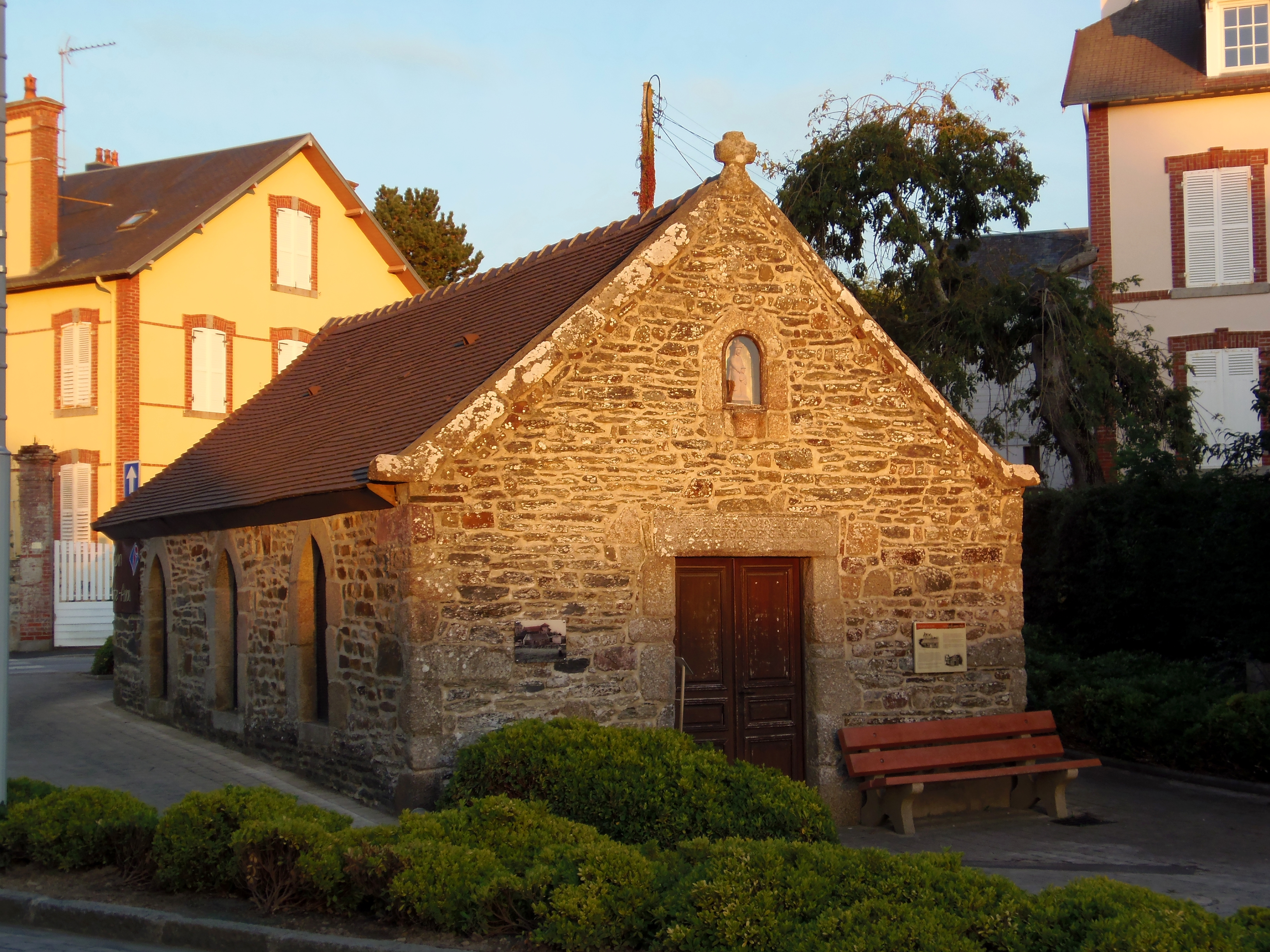
Часовня Святой Анны